# Saint-Georges-de-Baroille
Saint-Georges-de-Baroille és un municipi francès situat al departament del Loira i a la regió d'Alvèrnia-Roine-Alps. L'any 2007 tenia 302 habitants.

## Demografia

### Població
El 2007 la població de fet de Saint-Georges-de-Baroille era de 302 persones. Hi havia 127 famílies de les quals 28 eren unipersonals (8 homes vivint sols i 20 dones vivint soles), 55 parelles sense fills i 44 parelles amb fills.
La població ha evolucionat segons el següent gràfic:
Habitants censats

### Habitatges
El 2007 hi havia 170 habitatges, 125 eren l'habitatge principal de la família, 27 eren segones residències i 18 estaven desocupats. 159 eren cases i 10 eren apartaments. Dels 125 habitatges principals, 95 estaven ocupats pels seus propietaris, 24 estaven llogats i ocupats pels llogaters i 6 estaven cedits a títol gratuït; 2 tenien dues cambres, 14 en tenien tres, 34 en tenien quatre i 75 en tenien cinc o més. 85 habitatges disposaven pel capbaix d'una plaça de pàrquing. A 54 habitatges hi havia un automòbil i a 61 n'hi havia dos o més.

### Piràmide de població
La piràmide de població per edats i sexe el 2009 era:
| Homes | Edats   | Dones |
| ----- | ------- | ----- |
| 0     | 95 o +  | 0     |
| 0     | 90 a 94 | 4     |
| 0     | 85 a 89 | 4     |
| 4     | 80 a 84 | 0     |
| 4     | 75 a 79 | 4     |
| 12    | 70 a 74 | 4     |
| 12    | 65 a 69 | 4     |
| 4     | 60 a 64 | 16    |
| 4     | 55 a 59 | 8     |
| 12    | 50 a 54 | 12    |
| 8     | 45 a 49 | 12    |
| 8     | 40 a 44 | 4     |
| 20    | 35 a 39 | 8     |
| 4     | 30 a 34 | 16    |
| 0     | 25 a 29 | 4     |
| 8     | 20 a 24 | 4     |
| 0     | 15 a 19 | 4     |
| 4     | 10 a 14 | 16    |
| 28    | 5 a 9   | 8     |
| 4     | 0 a 4   | 4     |

## Economia
El 2007 la població en edat de treballar era de 189 persones, 150 eren actives i 39 eren inactives. De les 150 persones actives 139 estaven ocupades (74 homes i 65 dones) i 11 estaven aturades (5 homes i 6 dones). De les 39 persones inactives 19 estaven jubilades, 13 estaven estudiant i 7 estaven classificades com a «altres inactius».

### Ingressos
El 2009 a Saint-Georges-de-Baroille hi havia 133 unitats fiscals que integraven 329,5 persones, la mediana anual d'ingressos fiscals per persona era de 18.019 €.

### Activitats econòmiques
Dels 10 establiments que hi havia el 2007, 5 eren d'empreses de construcció, 2 d'empreses de comerç i reparació d'automòbils, 1 d'una empresa d'informació i comunicació i 2 d'empreses immobiliàries.
L'any 2000 a Saint-Georges-de-Baroille hi havia 15 explotacions agrícoles que ocupaven un total de 671 hectàrees.

## Equipaments sanitaris i escolars
El 2009 hi havia una escola elemental.

## Poblacions més properes
El següent diagrama mostra les poblacions més properes.